# Zgromadzenie Niepokalanego Serca Maryi
Zgromadzenie Niepokalanego Serca Maryi (Misjonarze CICM, Misjonarze z Scheut, Szeutyści) – męskie zgromadzenie misyjne założone w 1862 roku przez belgijskiego księdza rzymskokatolickiego Teofila Verbist'a w Scheut koło Anderlechtu. Zgromadzenie jest najbardziej znane ze swojej pracy misijnej w Chinach, Mongolii, Filipinach oraz w Demokratycznej Republice Konga. Skrótem zakonnym jest CICM.

## Historia
Ojciec Verbist założył zgromadzenie w sierpniu 1865 roku. 23 lutego 1868 roku założyciel zmarł na misji w Mongolii na dur brzuszny. Na wieść o jego śmierci papież Pius IX powiedział "człowiek może umrzeć... Bóg nie pozwoli by jego praca zniknęła". W 1910 roku kilku młodych członków zgromadzenia wyjechało na studia do Rzymu, gdzie następnie na Zatybrzu założyło dom zakonny. Początkowo większość zakonników pochodziła z Belgii i Holandii. Sytuacja się zmieniła w latach 50. XX wieku kiedy to do zakonu zaczęli wstępować osoby z Konga, Filipin i ze Stanów Zjednoczonych. W 1931 roku zgromadzenie rozpoczęło misję w Singapurze, która trwa do dziś. W 1966 roku zgromadzenie założyło w Rzymie Międzynarodowe Kolegium Misyjne gdzie zamieszkało 25 studentów kapłaństwa. Rok później zarząd zakonu przeniósł się z Scheut do Rzymu. W wyniku postanowień Soboru Watykańskiego II w 1973 roku zgromadzenie postanowiło sprzedać budynki Kolegium Misyjnego. Od tego czasu główną siedzibą zgromadzenia jest skromne mieszkanie wynajmowane od innego zakonu w Rzymie. W tym czasie do zgromadzenia przystąpiły kolejne osoby m.in. z Indonezji, Haiti i Kamerunu.

## Państwa, w których obecny jest zakon
- Tajwan
- Mongolia
- Hongkong
- Singapur
- Filipiny
- Indonezja
- Japonia
- Kongo
- Kamerun
- Zambia
- Senegal
- Angola
- Haiti
- Dominikana
- Gwatemala
- Brazylia
- Meksyk
- Stany Zjednoczone
- Belgia
- Holandia
- Włochy
- Francja
- Niemcy